# George M. White
Pour les articles homonymes, voir White et George White.
George M. White, né le 1er novembre 1920 à Cleveland dans l'Ohio et mort le 17 juin 2011à Bethesda, est un architecte américain qui fut architecte du Capitole du 27 janvier 1971 au 21 novembre 1995. White a fait partie du Massachusetts Institute of Technology à l'âge de 16 ans. Il obtient un baccalauréat et une maîtrise en génie électrique en 1941. Diplômé d'Harvard, il obtient aussi un doctorat en droit de l'Université Case Western Reserve.